# Невская ратуша
Невская ратуша — административно-деловой квартал, расположенный на пересечении Дегтярного переулка и Новгородской улицы в Центральном районе Санкт-Петербурга. Представляет собой архитектурный ансамбль из 9 корпусов. Последний боковой корпус для отеля планируется достроить в 2027 году. В главном корпусе, прилегающем к Новгородской улице размещены 13 комитетов городской администрации Санкт-Петербурга.
Невская Ратуша стала архитектурной доминантой Песков и любимым местом для съёмок. Она запустила процесс джентрификации раннее депрессивной окружающей территории. У Невской ратуши начали строить другие бизнес-центры, коммерческие учреждения, элитную недвижимость, общественные пространства, рестораны, медицинские центры итд. Здания бизнес-центров были одними из самых передовых в России на момент ввода в эксплуатацию.

## История

### Рождественский трамвай

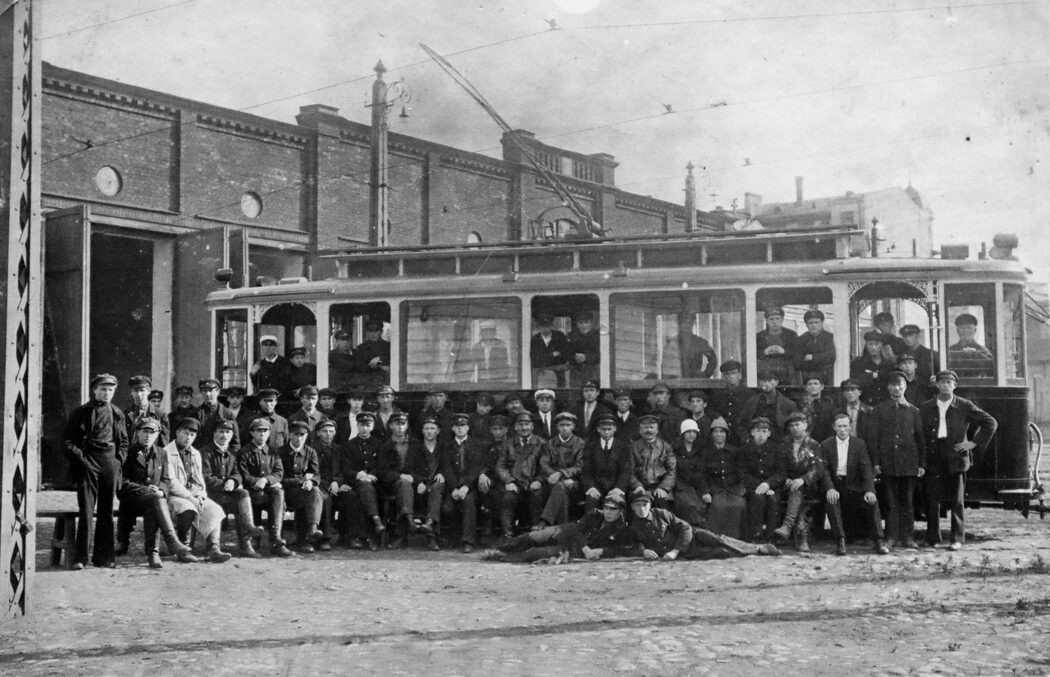
Трамвайный парк имени Смирнова № 4, 1925 год.

Деловой квартал было решено возвести на месте бывшего трамвайного парка № 4, состоявшего из нескольких исторических корпусов.
Лицевой корпус по адресу Дегтярный переулок № 3 был построен в 1875 году обществом конно-железных дорог. До революции здесь размещались конюшни. В 1880 году в рождественском трамвайном парке были проведён первый тест-драйв электрического трамвая. Трамвайный корпус был построен в 1910 году гражданским инженером Александром Ламагиным. После 1913 года коночный парк был закрыт и шёл переход на электрические трамваи.
До Великой отечественной войны здесь также размещался троллейбусный парк, в дальнейшем территорию застраивали новыми цехами. В 2003 году в рамках массового демонтажа трамвая, было решено закрыть Рождественский трамвайный парк, что встретило протестную реакцию у его сотрудников. После этого здесь образовалось трамвайное кладбище, просуществовавшее до 2008 года. Снос исторических зданий вызвал спорную реакцию.

### Строительство и открытие ратуши
Невская ратуша была построена в Песках, историческом промышленном районе, входившем в состав серого пояса Петербурга. К концу XX века многие предприятия угасли и Пески стали депрессивным районом. Размещение Ратуши было обусловлено близким расположением к Смольному и администрации Ленинградской области.
В 2007 году правительство Санкт-Петербурга устроило конкурс на строительство нового административного комплекса. Победителями вышли архитектурные бюро Евгения Герасимова и Сергея Чобана. В 2013 году были достоены 2 и 3 корпуса, в 2016 году — главное здание администрации, 5 и 6 корпуса в 2022 году, 8 и 9 — в 2025 и последний 7 корпус планируется достроить в 2027 году.
Спорную реакцию у градозащитного сообщества вызвал стеклянный купол административного корпуса, считавших, что купол диссонирует с окружающей исторической застройкой. Активисты в том числе призывали разобрать купол. Спорным стало решение администрации сделать купол закрытым для посетителей, хотя в рекламных материалах он описывался, как открытая смотровая площадка. Представители Смольного оправдывались тем, что в куполе эксплуатируется технологическое оборудование, что делает его невозможным для посещений. Эти утверждения опровергла мастерская Евгения Герасимова, заявив, что купол проектировался именно, как смотровая площадка.

## Описание

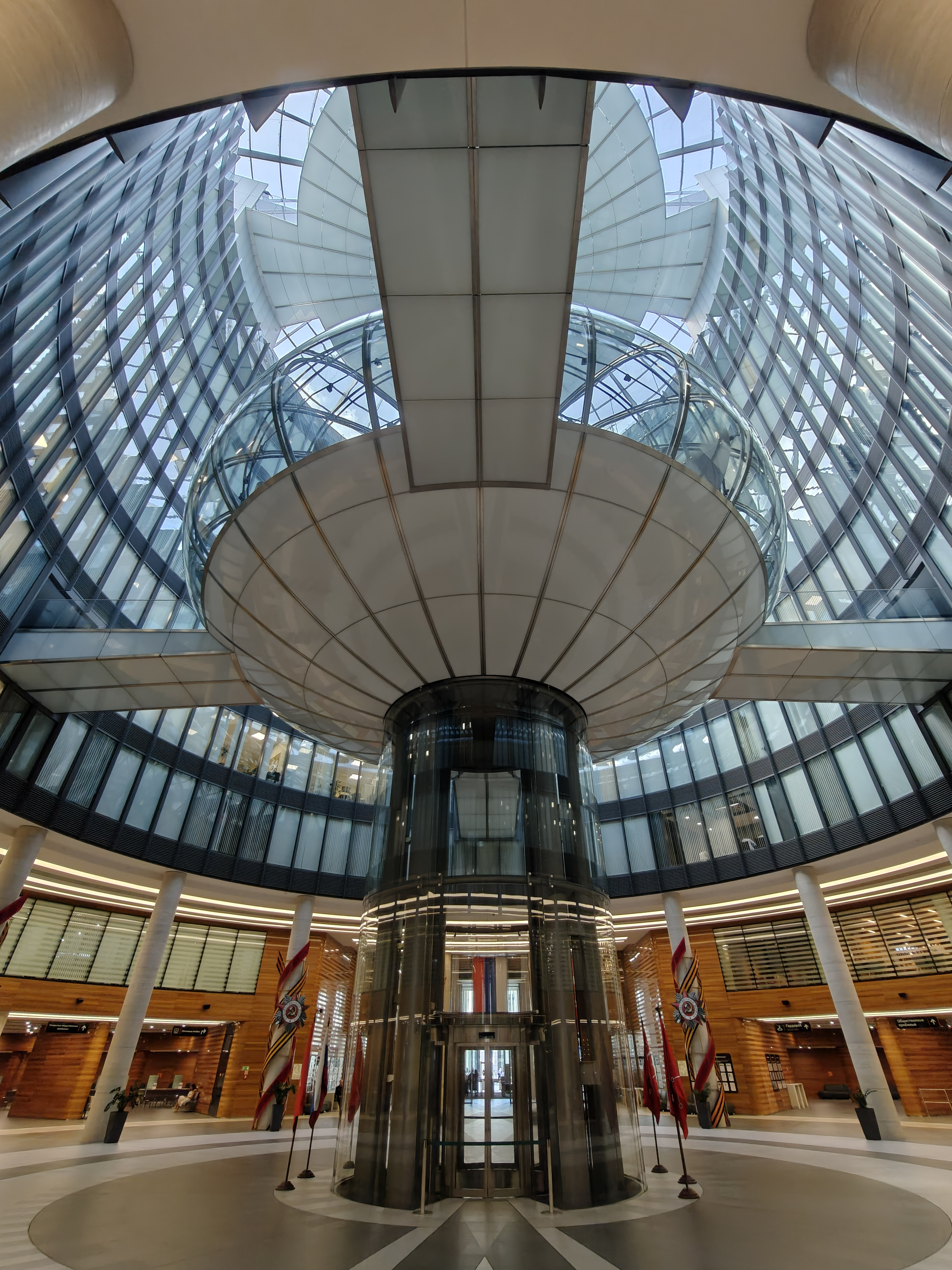

Невская ратуша представляет собой обширный кластер площадью свыше 370 тыс. кв. м. В главном угловом здании со стеклянным куполом располагаются 13 городских комитетов, которые раннее размещались в разных городских особняках. Остальные здания являются бизнес-центрами. Одно из зданий полностью занято ВТБ. Помещения также арендуют Газпром, бюро «S&K Вертикаль» и другие. В офисных зданиях также есть выставочный, конференц-залы гостиницы, а первые этажи арендуются под коммерческие помещения. Под всем комплексом располагается двухуровневая подземная парковка.
Невская Ратуша имеет центральную вентиляцию и умную систему диспетчеризации, чтобы исключить перебои с электричеством. Управление инженерной системой, регулирующей например освящение, влажность воздуха или температуры — ведётся через единый центр.
Невская Ратуша следует принципу сквозной планиметрии — галерея зданий тянется по периметру участка и ведёт к главному зданию. На центральной площади Невской ратуши располагаются фонтаны и скамейки с зарядными устройствами.
Почти все корпуса имеют простую геометрическую форму. Расположенный в глубине комплекса корпус № 8 имеет эллиптическую форму, а корпус № 9 украшает атриум со стеклянной крышей, на который можно попасть на восьми панорамных лифтах.

### Архитектура
Над проектами работали архитектурные бюро Евгения Герасимова и Сергея Чобана. Они совместно разработали архитектурную концепцию. Все корпуса Невской ратуши различаются в деталях, но подчинены единому пространственному замыслу с общим материалом облицовки, с членением в два этажа и двухэтажными элементами вдоль фасадов. Для оформления фасадов зданий использовалось стекло и натуральный камень российского месторождения — доломит геналдон. Главное административное здание отсылает к упрощённому классицизму и украшено колоннадой из 16 колонн высотой 30 метров. Для их создания использовался итальянский камень Travertino Romano. Высота зданий — 9-11 этажей.
Герасимов описывал архитектурный стиль Невской Ратуши, как «осовремененную классику» или «неоклассику». Архитекторы вдохновлялись зданием германского посольства, спроектированного Петером Беренсом и работами советского архитектора Ивана Фомина. Главный корпус украшает стеклянный купол в форме тарелки, для его оформления использовали гнутые стекла и солнцезащитные панели.
Герасимов заметил, что по отдельности здания не примечательны, но вместе они создают единый архитектурный ансамбль. Данный архитектурный стиль использовался по просьбе заказчика.

## Галерея

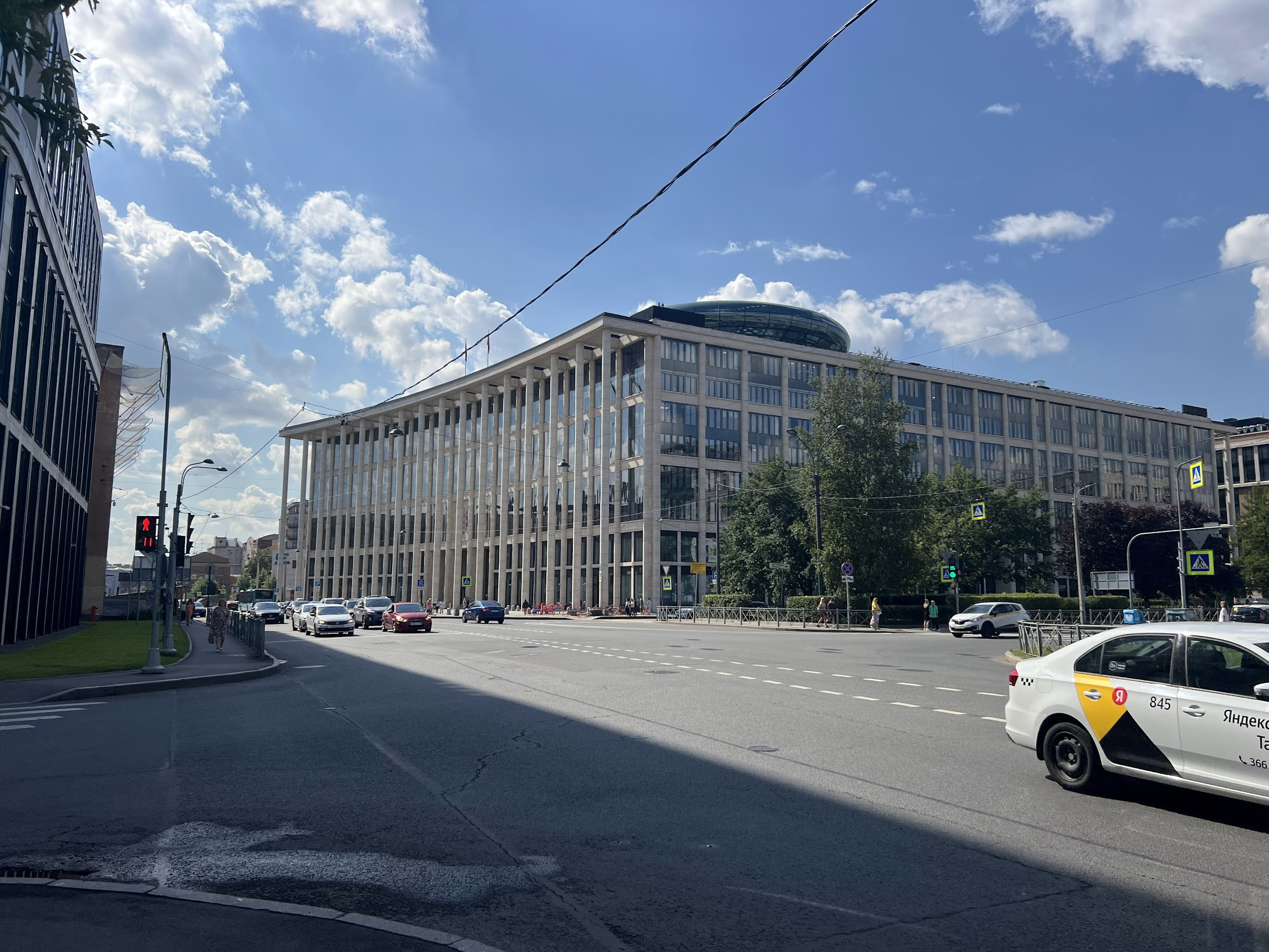
Главный, административный корпус со стороны Новгородской улицы
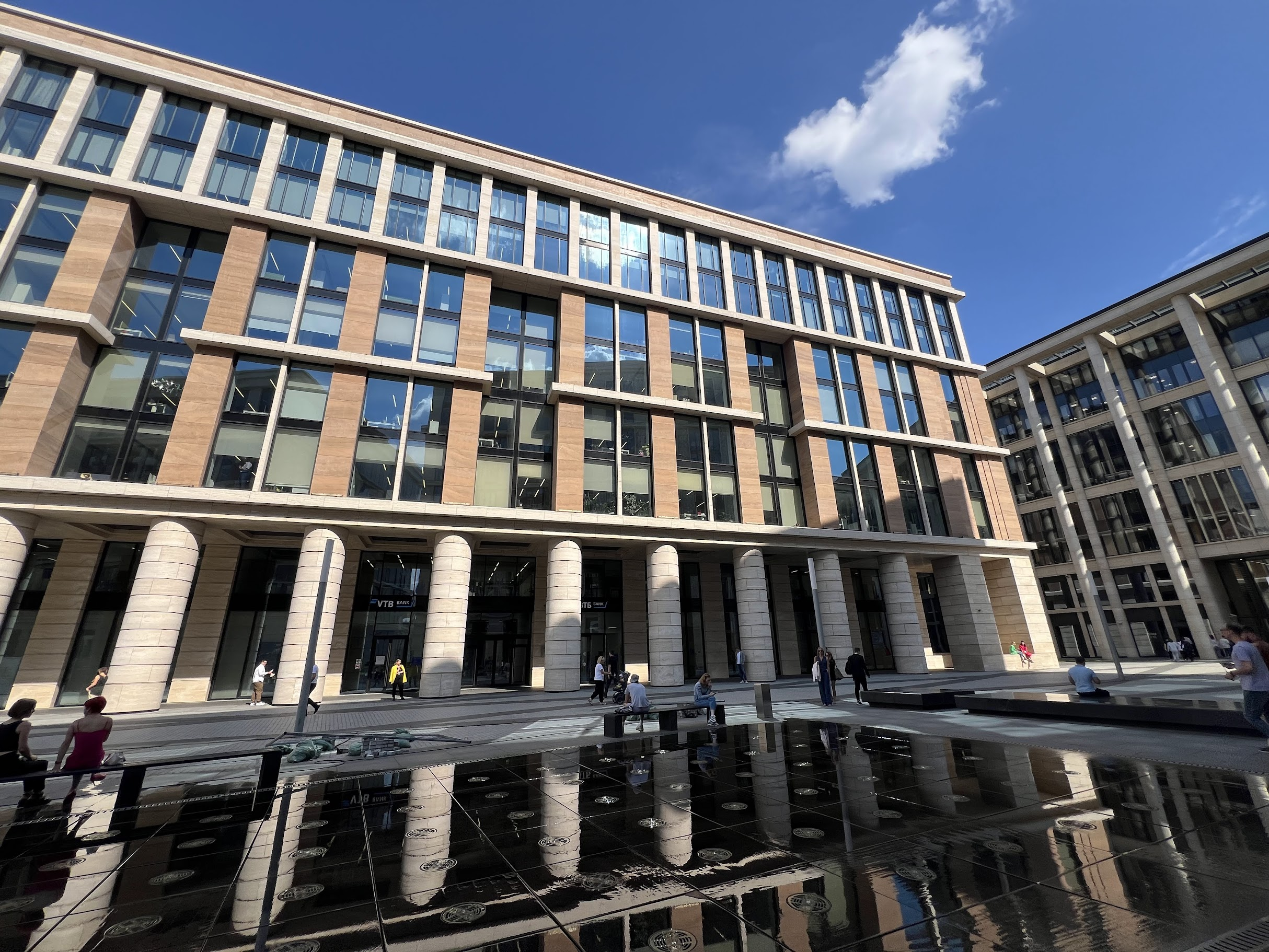
Второй корпус и Штаб-квартира ВТБ
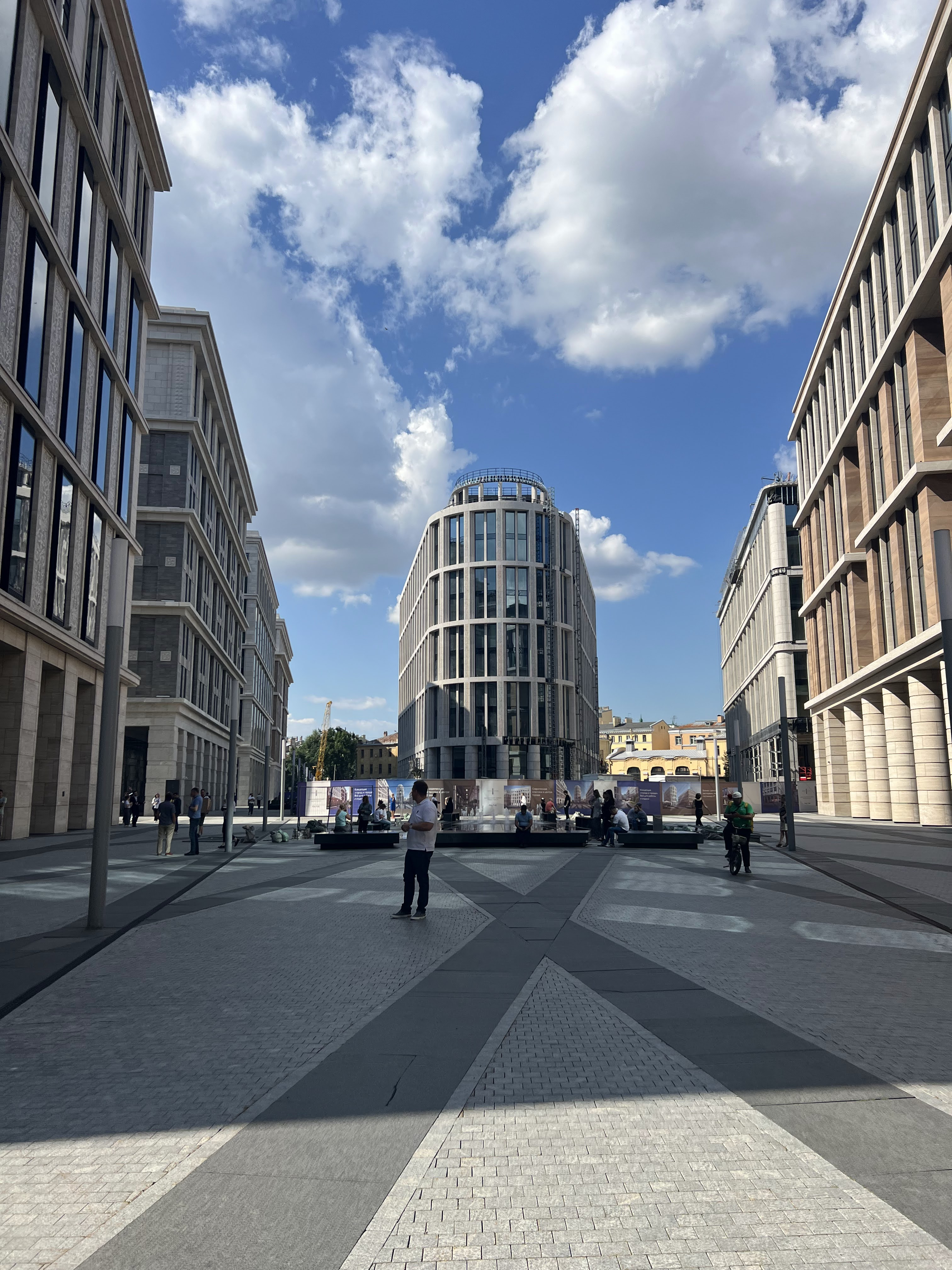
Вид на внутренний корпус
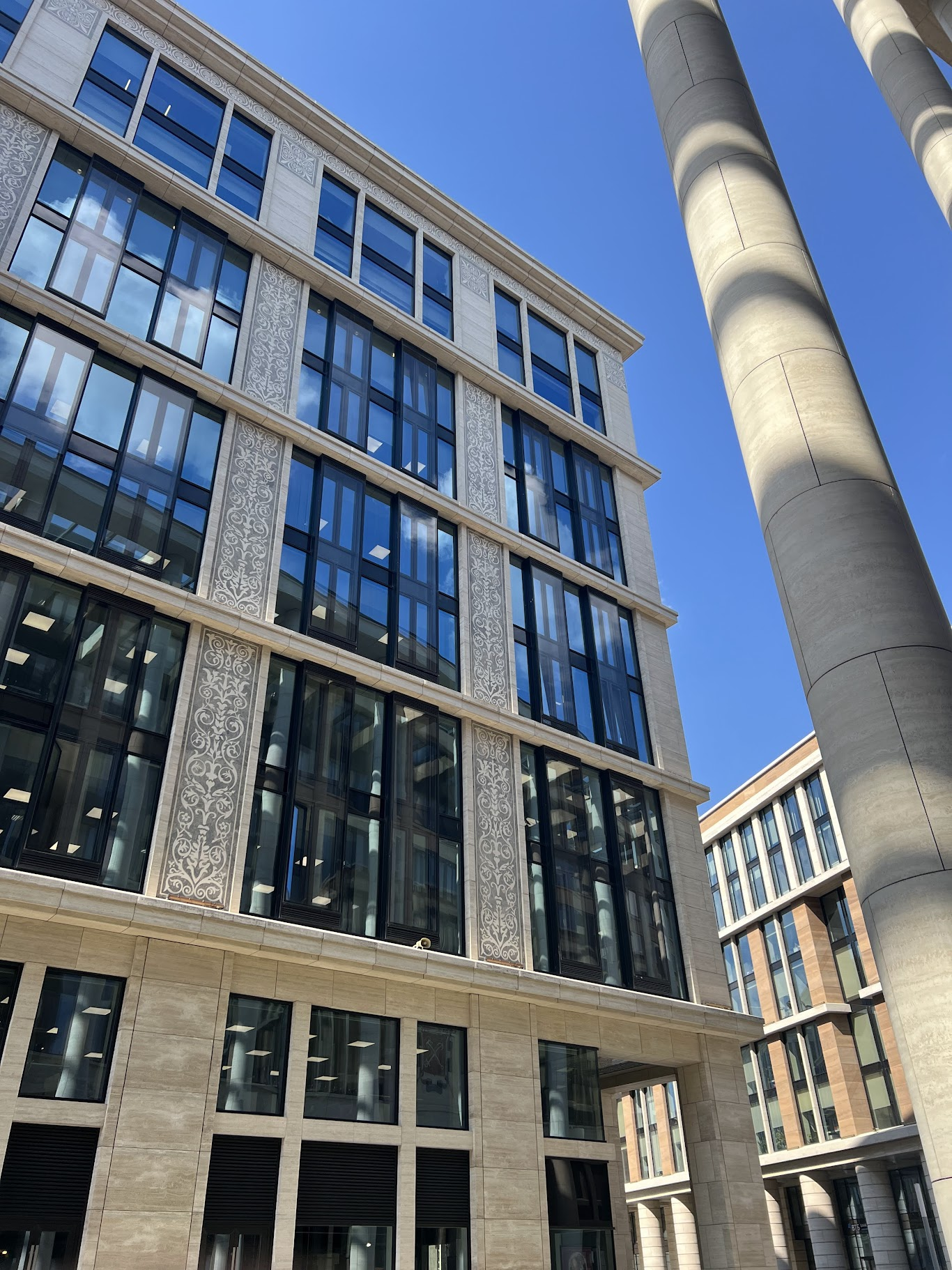
Третий деловой корпус
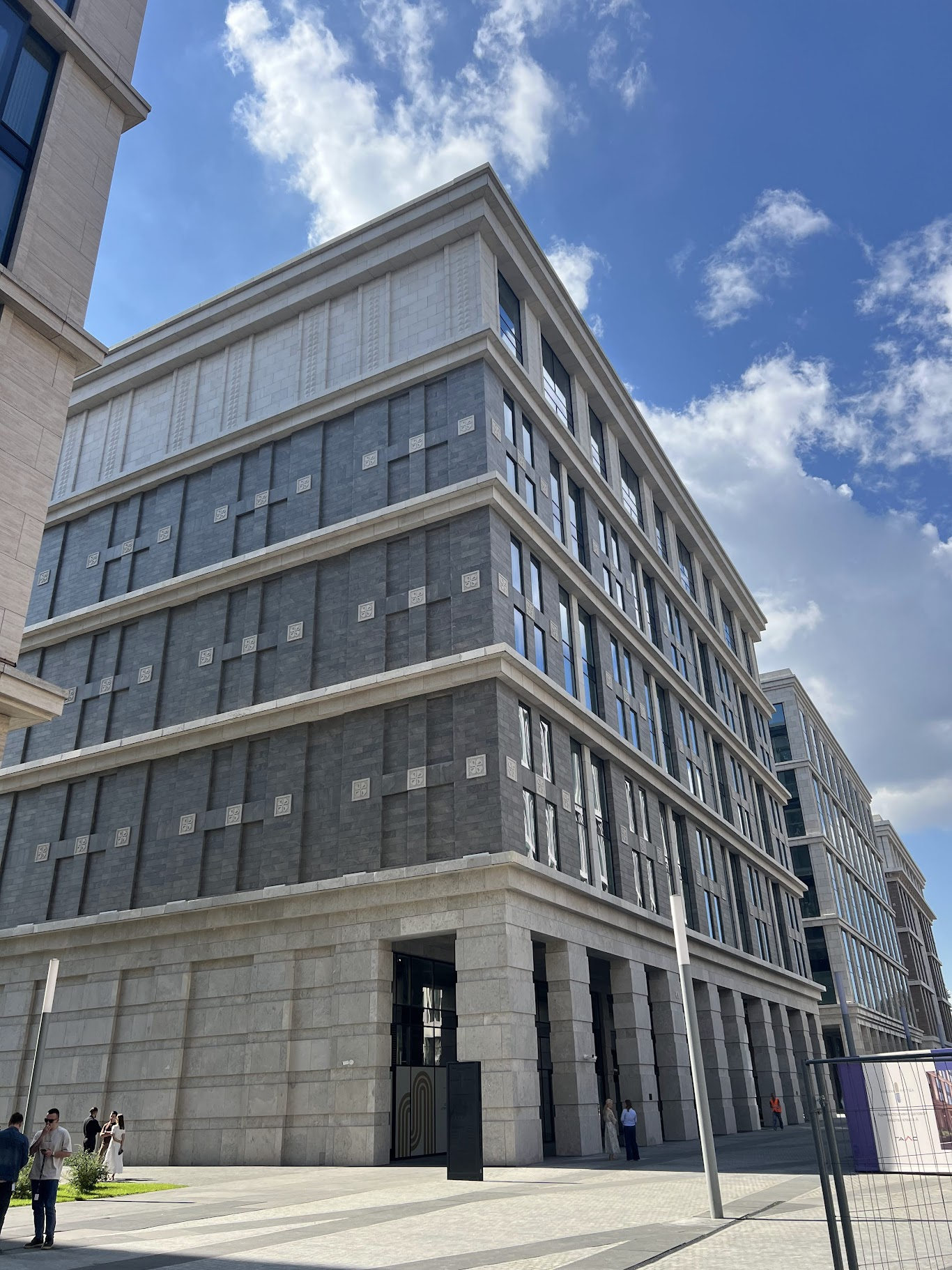
Четвёртый корпус
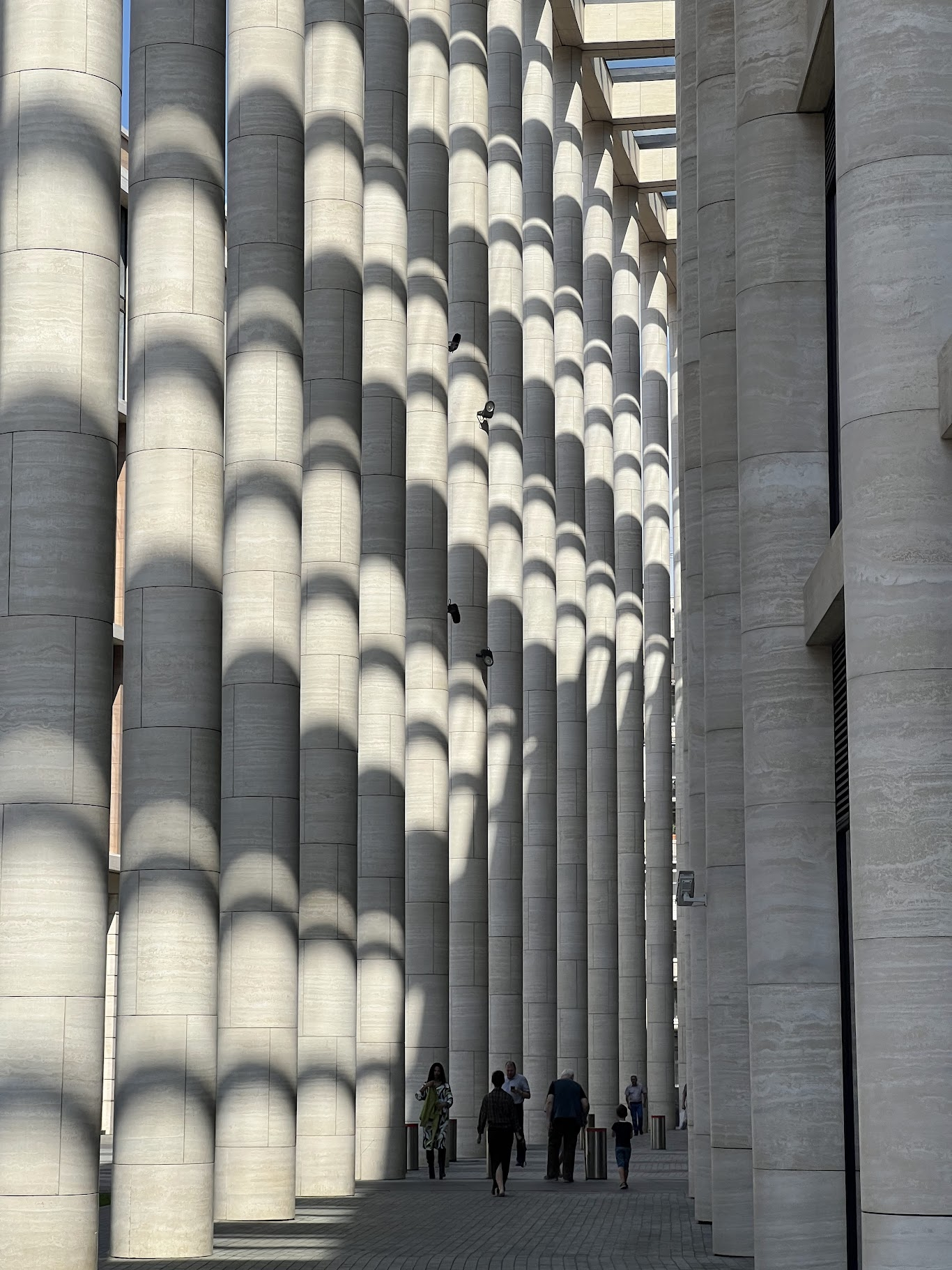
Колоннада административного корпуса
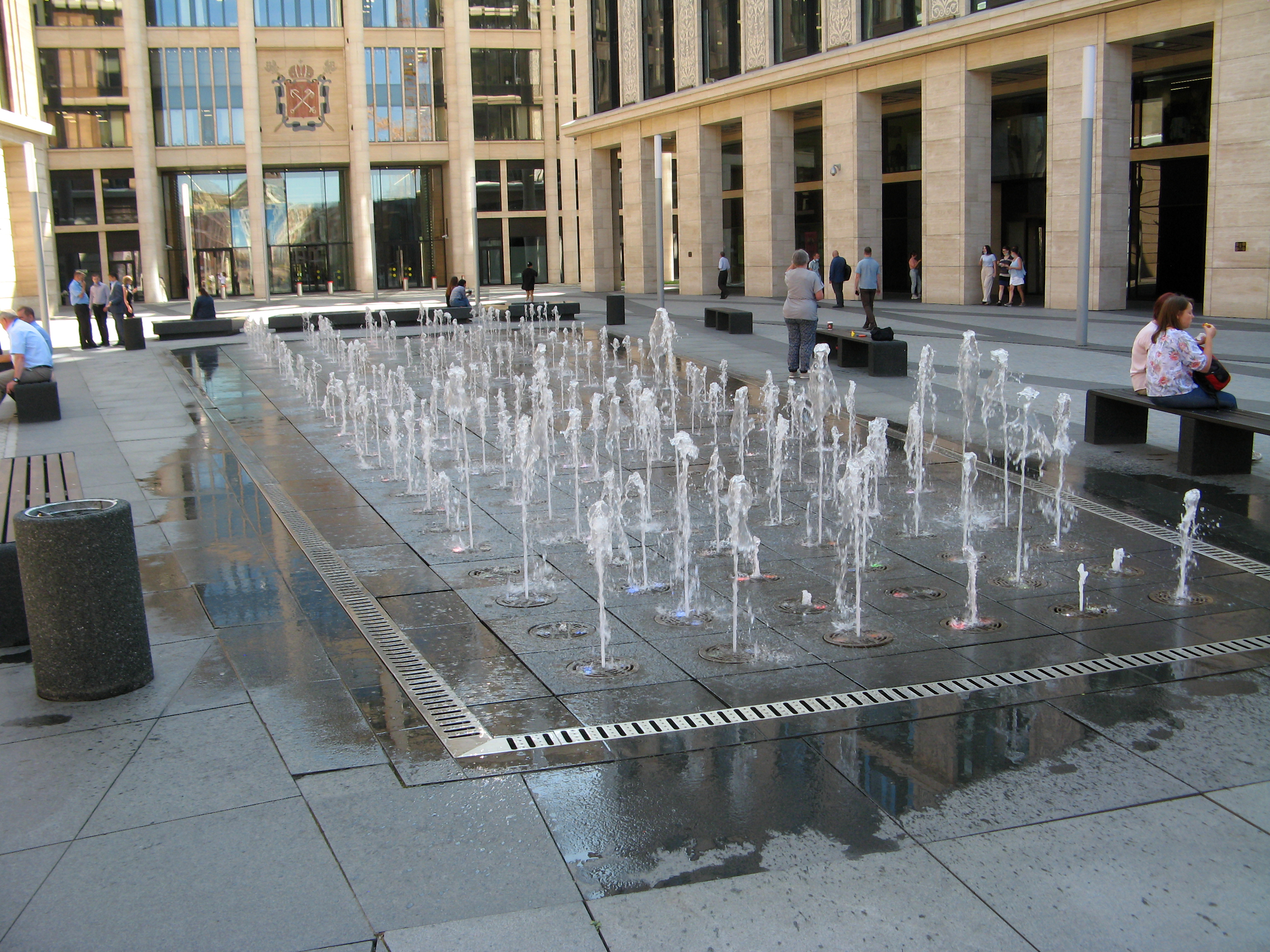
Фонтаны Невской Ратуши
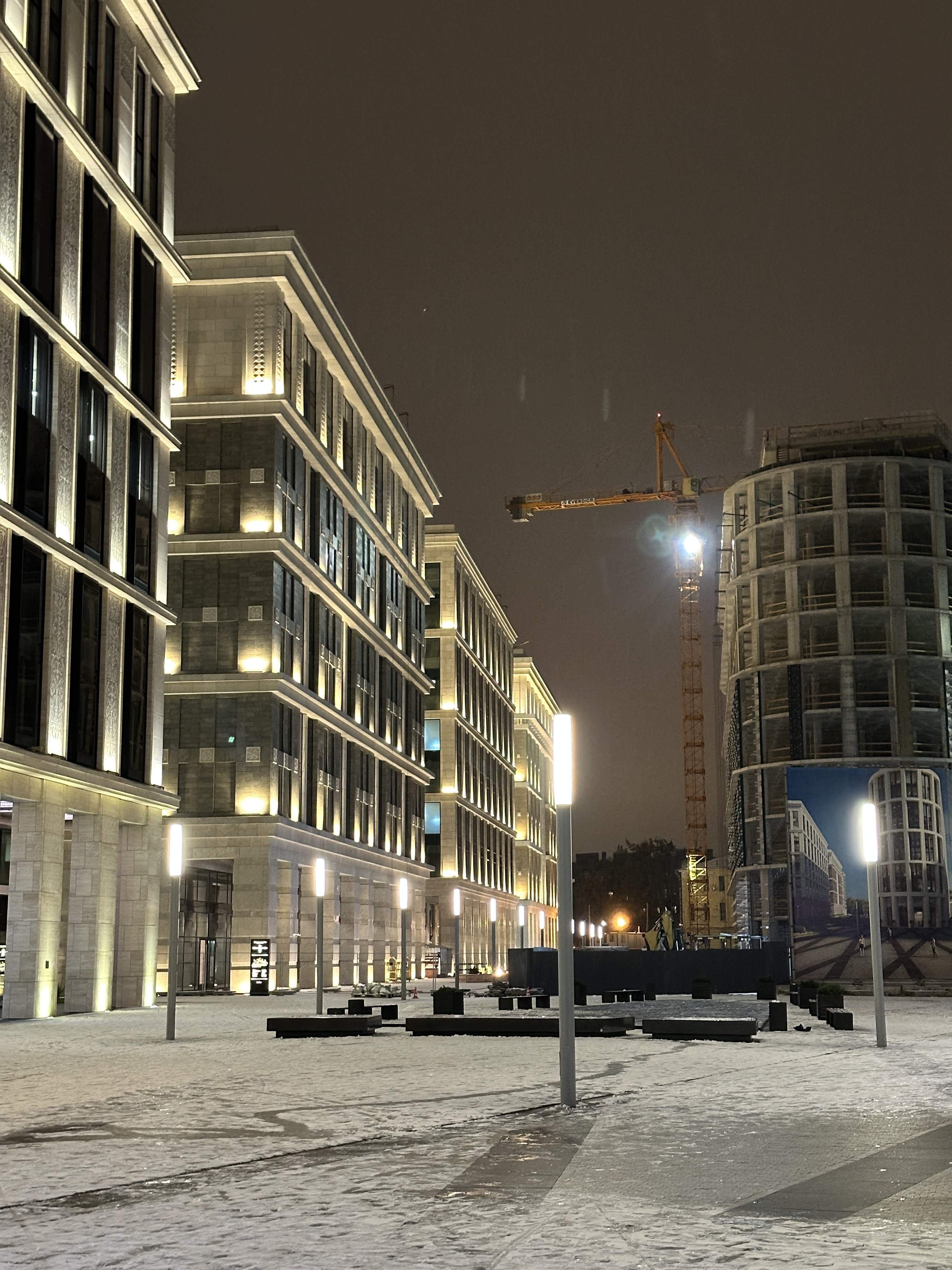
Невская Ратуша ночью зимой

## Официальный сайт
- Официальный сайт
- На Викискладе есть медиафайлы по теме Невская ратуша